# Suvremena galerija Subotica
Suvremena galerija Subotica (srp. Savremena galerija Subotica, mađ. Kortárs Galéria Szabadka) je likovna galerija u Subotici.

## Djelatnost
Obnaša muzejsko – galerijsku djelatnost iz područja suvremene likovne i primijenjene umetnosti. U zbirci čuva preko 1200 umjetničkih predmeta u koju čine slike, grafike, skulpture, keramike, novi mediji i dr. Predmeti iz zbirke datiraju od 1950. godine do danas. Većina izložaka su renomirani autori iz Srbije, posebice su dobro zastupljeni iz autonomne pokrajine Vojvodine. Zbirka sadrži i djela važnih autora iz bivših jugoslavenskih republika. Važnošću i cjelovitošću ističu se grafička i keramička zbirka.
Danas galerija priređuje velike manifestacije. Nekad su to bile po važnosti na razini Jugoslavije, a danas po važnosti republičke manifestacije "Likovni susret". Trienalno Likovni susret priređuje manifestacije s područja slikarstva, grafike i suvremene keramike. Uključujući 2012. – 2013., priredila je 14 trienala keramike.
Godišnje organizira jedno od trienala s područja slikarstva, grafike i suvremene keramike. Pored njih ostvaruje do desetak autorskih, kolektivnih, samostalnih ili retrospektivnih izložbi uz koje često u programu budu akcije, performansi, projekcije, stručni razgovori, prezentacije i ostalo. Surađujući s drugim ustanovama iz zemlje i inozemstva u prostorijama Suvremene galerije održi oko 8 izložbi. Inozemne programe umnogome ostvari posredstvom instituta, kulturnih centara ili diplomatskih predstavništava u Srbiji. Također dio svojih programa realizira u drugim muzejima i galerijima u zemlji i jednom godišnje u inozemstvu, obično u susjednim državama.
Pored navedenih, u programu galerije bili su ilustracija, tipografija, pismo, kiparske i općenito umjetničke kolonije, strip, suvremeni mediji i dr.
Pri Galeriji djeluju Grafički atelje i Dokumentacijski centar. Zadaća ove potonje ustanove jest skupljati, obraditi i objaviti građu o jedinstvenom domaćem pokretu umjetničkih kolonija. Pored građe o njima, u Dokumentacijskom se centru čuva i obogaćuje građa o djelatnosti ustanove, umjetnicima iz zbirke i općenito o umjetnicima iz Vojvodine. Građa je obimna. U okviru Suvremene galerije jest zbirku stručnih knjiga, kataloga, monografija, hemeroteka, fotografska i video dokumentacija. U galeriji su se održavali simpoziji. Galerija se pojavljuje i kao nakladnik.

## Povijest
Osnovao ju je Béla Duránci. 
Povijest ove galerije seže u 1962. godinu. Galerija je osnovana otvaranjem izložbe ‘10 godina umjetničkih kolonija Vojvodine’, Prvi Likovni susret bio je 28. travnja 1962. godine u sali Velike terase na Paliću. Osnovana je pod imenom Likovni susret Palić.
Prva je izložba prošla relativno nezapaženo, no kad je 26. kolovoza 1962. godine u Velikoj sali na Paliću otvoren prvi program Likovnog susreta, to je bila prva velika jugoslovenska manifestacija slikarstva pod nazivom 'Likovni susret' i to je postiglo veliki odjek u javnosti te od tada je galerija u središtu pozornosti medija, stručnjaka i umjetnika. Početno je razdoblje galerija provela na Paliću gdje je priređivala izložbe. Svaka je bila pod nazivom Likovni susret. Galerija je prvotno bila uskog kruga djelovanja. Pratila je, dokumentirala i sabirala umjetnost koja je nastajala u umjetničkim kolonijama u ondašnjoj Jugoslaviji. Izabrano je ime Likovni susret jer su sve izložbe u naravi bile smotra različitih medija ondašnje vizualne umetnosti.
Od 1968. godine ova novoformirana ustanova djeluje iz zgrade subotičke palače Reichl, Park Ferenca Raichla 5. Tad je ustanova promijenila naziv u Likovni susret Palić – Subotica. Kako je vrijeme prolazilo izostao je Palić iz imena ustanove, pa je galerija sve do 2006. godine djelovala pod imenom Likovni susret Subotica. Od 2006. godine do lipnja 2015. godine naziv ustanove bio je Moderna galerija ’’Likovni susret’’ Subotica.
U galeriji su radili poznati kulturni radnici kao Olga Šram. Danas je kustosica i direktorica Nela Tonković.
Od 1982. u sastavu galerije djeluje grafički atelje.
Odlukom Upravnog odbora Moderne galerije ’’Likovni susret’’ Subotica i Skupštine grada Subotice promijenjeno je početkom lipnja 2015. ime ustanove u Suvremena galerija Subotica.
Naziv je promijenjen radi uspostavljanja kontinuiteta s onim što je djelatnost galerije od početka i bilo, institucionalno bavljenje suvremenom vizualnom umjetnošću.

## Vanjske poveznice
- Službene stranice  Arhivirana inačica izvorne stranice od 22. travnja 2016. (Wayback Machine)
- Suvremena galerija Subotica na Facebooku
- Suvremena galerija Subotica na Facebooku
- Grad Subotica  Arhivirana inačica izvorne stranice od 30. svibnja 2016. (Wayback Machine) Lokalne institucije
- Subotica.info  Arhivirana inačica izvorne stranice od 28. travnja 2016. (Wayback Machine) Moderna galerija Likovni susret Subotica